# Cerkiew św. Andrija Perwozwannego w South Bound Brook
Cerkiew św. Andrija Perwozwannego – murowana cerkiew prawosławna w South Bound Brook w USA, wśród diaspory ukraińskiej w Stanach Zjednoczonych, nazywana „ukraińskim Jerusalem”.
Miejscowość South Bound Brook stanowi administracyjne centrum Ukraińskiego Kościoła Prawosławnego Stanów Zjednoczonych (podlegającego Patriarchatowi Konstantynopolitańskiemu). W 1951 zakupiono tam 23 hektary ziemi, a w 1954 utworzono tam cmentarz, na którym pochowano wiele znanych osób z emigracyjnego życia ukraińskiego.
Cerkiew została zbudowana w 1965, na pamiątkę wielkiego głodu na Ukrainie. Została zaprojektowana przez kanadyjskiego architekta Jurija Kodaka. Obecnie oprócz cerkwi znajduje się tam seminarium św. Zofii, muzeum cerkiewne, archiwum, drukarnia oraz centrum kulturalno-oświatowe z salą koncertową na 1500 miejsc i biblioteką.

## Cmentarz w Bound Brook

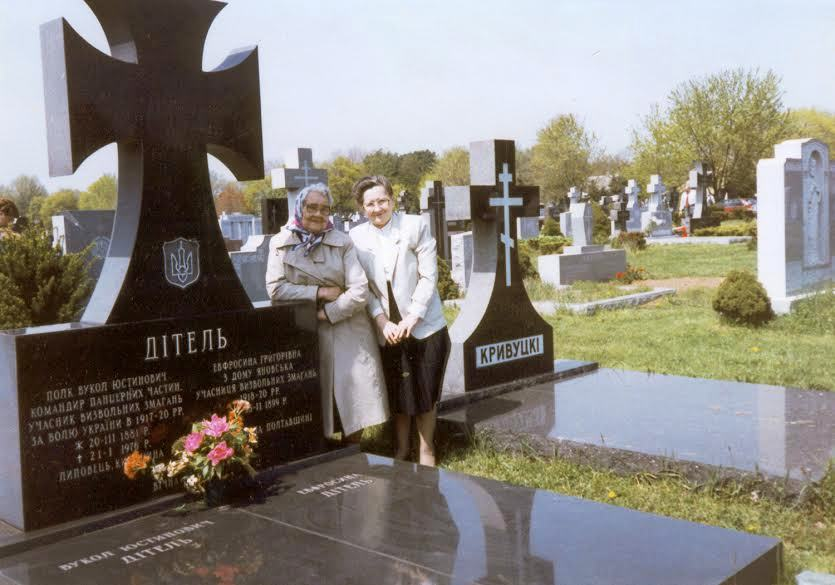
Fragment cmentarza

Pochowanych jest na nim ponad 6 tysięcy osób. Wśród Ukraińców spoczywają tutaj m.in.: patriarcha Mstysław (Stepan Skrypnyk), prezydenci URL na emigracji Andrij Liwycki i Mykoła Liwycki, premierzy URL Borys Martos i Andrij Jakowliw, a także: Dmytro Doncow, Ołeh Sztul, Bohdan Krawciw, Wasyl Kryczewśkyj, Jurij Ławrinenko, Mykoła Łebed, Mykoła Butowycz, Mychajło Dmytrenko, Hryhorij Kytastyj, Mykoła Stepanenko, Jewhen Małaniuk, Łeonid Połtawa, Hałyna Żurba, Dokija Humenna, Łew Szankowski, generałowie URL Petro Diaczenko i Iwan Omelianowycz-Pawlenko.